# 朗根塔爾格拉本河 (德賴斯格拉本河支流)

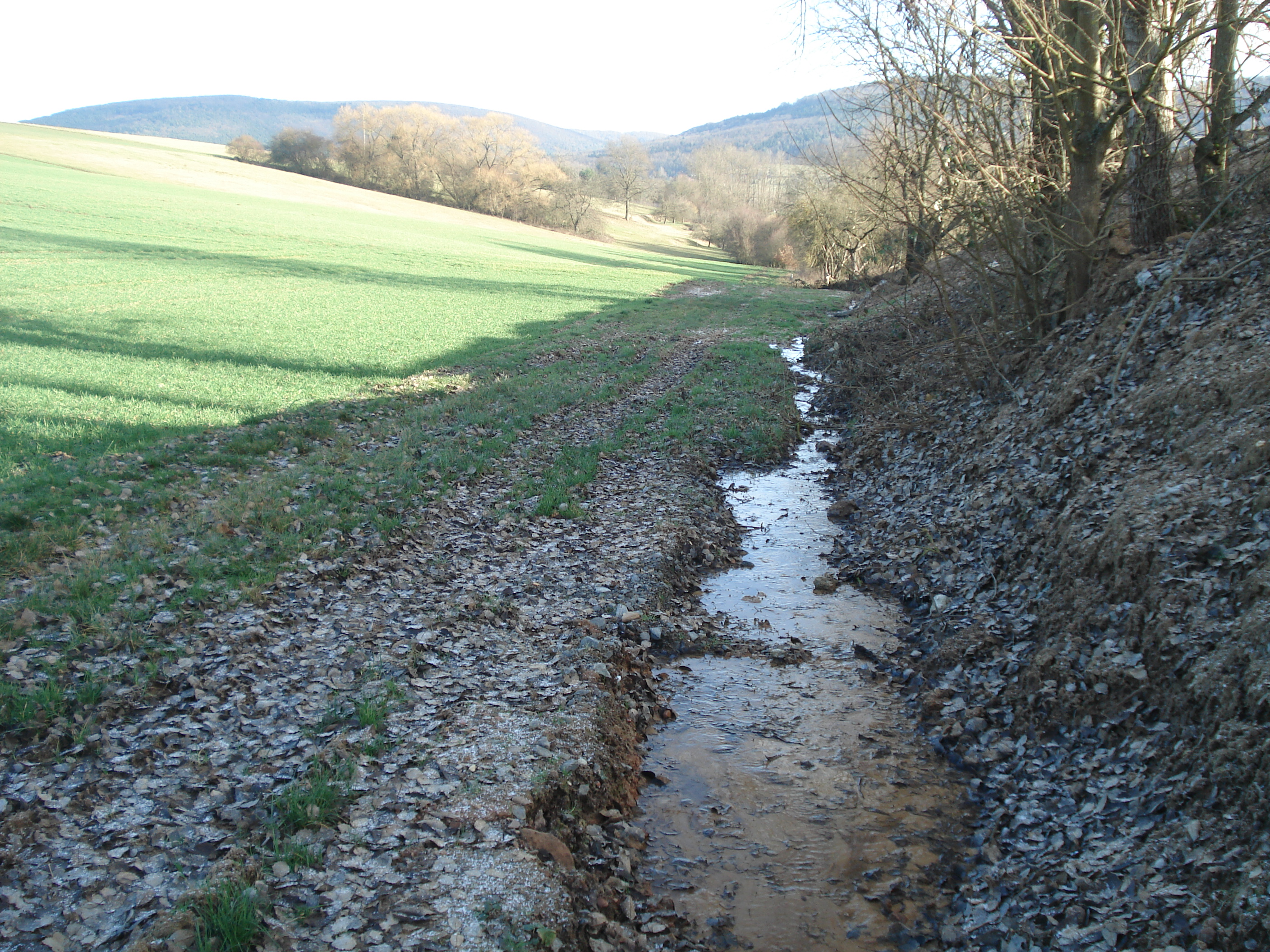

49°47′50.47″N 9°15′1.69″E / 49.7973528°N 9.2504694°E
朗根塔爾格拉本河（德語：Langentalgraben），是德國巴伐利亞州的河流，位於該國東南部，屬於德賴斯格拉本河的左支流，河道全長2.5公里，流域面積2.3平方公里。